# 성널오름
성널오름(城板岳)은 대한민국 제주특별자치도 서귀포시 남원읍 신례리에 위치해 있는 측화산이다. 또한 성널오름의 높이는 1,215m로, 한라산 주봉의 동쪽 산사면에서 가장 규모가 큰 오름으로 정상부는 북쪽을 주봉으로 남쪽과 남동쪽에 작은 봉우리가 형성되어 있다.

## 위치
성널오름은 한라산국립공원의 성판악 등산로 주변에 위치하는 오름으로 한라산 동쪽 산록에서 가장 규모가 큰 단성화산이다. 단성화산은 일회의 분화활동을 통하여 형성되는 소형 화산체로서 제주에서는 오름으로 불린다. 높이는 1,215m이며, 비고는 165m, 둘레는 3,383m, 면적은 645,717m2, 폭은 945m이다.
성판악 주변에는 성널폭포를 지닌 성널계곡을 비롯하여 크고 깊은 계곡이 잘 발달하고 있다. 성널폭포는 예전부터 물맞이 터로 유명한데, 지금은 한라산국립공원 구역 안에 들어 있으나 과거에는 조천읍 교래리의 공유 재산으로 마을 사람들에 의해 관리되었다.
1980년대 성널폭포 상류의 물을 남원읍 중산간 일대의 상수용으로 공급하면서 물줄기가 크게 줄어들었다. 제주시와 서귀포시를 잇는 5·16도로의 중간지점 가장 높은 곳에 성판악휴게소가 있는데, 이곳은 한라산으로 오르는 등산로 중의 하나로 성판악이 시작되는 곳이다.

## 전해오는 이야기
성널오름은 사방에 크고 작은 골짜기가 패어 있고 전 사면이 울창한 숲으로 덮여 있다. 오름의 동남쪽 사면으로 수직의 암벽이 형성되어 있는데 이 모습이 마치 널판지를 쌓아 성을 만든 것처럼 보인다 하여 '성널오름'이라 불렀다.
『신증동국여지승람』에는 '성판악(城板岳)'으로 표기했는데, "석벽이 성널[城板]과 같아서 붙인 이름이다."라고 했다. 『탐라십경도』의「서귀진」에도 '성판악(城板岳)'이라 기재했고, 오름의 모습을 마치 널빤지를 쌓아 올린 성처럼 묘사했다. 『탐라순력도』(산장구마)와 『탐라지도병서』, 『제주삼읍전도』에는 '성판악(成板岳)', 『대동여지도』와 『정의군읍지』의 「정의지도」에는 '성판악(城板岳)'으로 수록했다.

## 같이 보기
- 한라산
- 측화산
- 논고악

## 참고 자료
- 「지형도를 이용한 제주도 기생화산 연구 및 답사」, 화산체가 비교적 큰 성널오름(성판악), 서무송 저, 푸른길(2009년, 117~132p)